# Joystiq
Joystiq — відеоігровий блог, заснований у червні 2004 року як частина сімейства вебжурналів Weblogs, Inc., які зараз належать AOL . Це був основний відеоігровий блог компанії AOL, в якому брали участь сестринські блоги, що займаються іграми MMORPG в цілому та популярним MMORPG World of Warcraft зокрема.
Після зменшення читацької аудиторії було оголошено, що Joystiq буде закрито 3 лютого 2015 року, як частину заходів щодо зменшення витрат AOL шляхом закриття її «неефективних» підрозділів.

## Історія

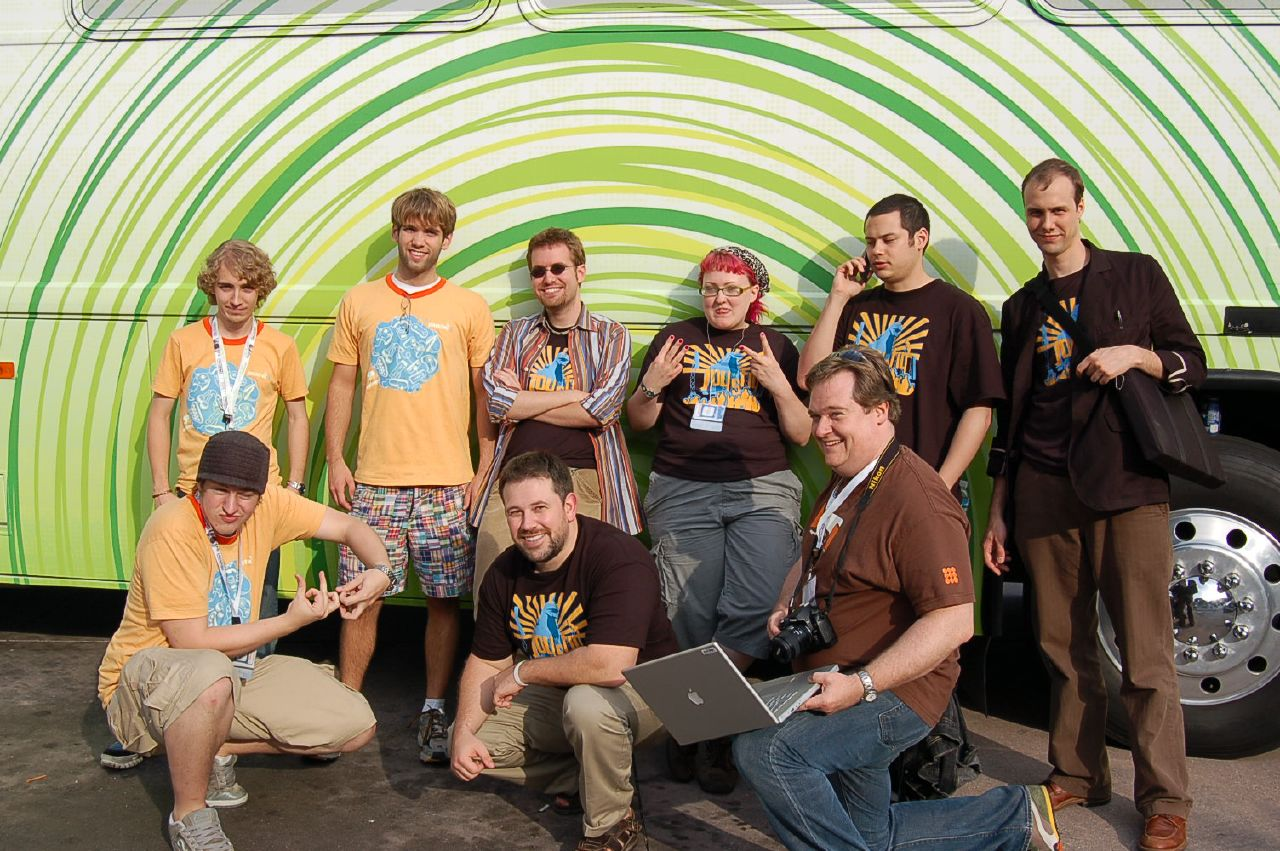
Команда Joystiq на E3 2006

### Попередники
На початку 2004 року Weblogs, Inc. прагнув додати блог до свого репертуару з єдиною метою — висвітлювати новини, пов'язані з відеоіграми, про що свідчить нині неіснуючий вебжурнал The Video Games Weblog, заснований 27 лютого 2004 року. 12 березня генеральний директор Weblogs, Inc. Джейсон Калаканіс анонсував два спіноф-проекти: The Unofficial Playstation 3 Weblog та The Unofficial Xbox 2, обидва з яких на сьогодні не інують, хоча вони створили прецедент для запуску блогів Joystiq's Fanboy у 2005 році. Однак у жодного з цих трьох вебжурналів ніколи не було агресивої маркетингової компанії, The Video Games Weblog зробили остаточну публікацію 18 травня 2005 року, зібравши загалом 175 записів у блозі (досить мізерна кількість за стандартами Weblogs, Inc.). Усі три блоги тепер позначені в каталозі Weblogs, Inc. як «На перерві / у відставці». Девід Туве, основний дописувач в ці ранні блоги, пізніше стане виконувати роль редактора Joystiq, на короткий час в кінці 2005 року перед відставкою в зв'язку з народженням дитини.

### Формування
Пізніше того ж року, після виставки Electronic Entertainment Expo у 2004 році (E3), Пітер Рохас, засновник та головний співавтор флагманського блогу компанії Engadget, офіційно представив Joystiq широким масам, позиціонуючи цей блог як продовження субдомену Engadget Gaming. Однак, будучи окремим і цілком пов'язаним із відеоіграми, Joystiq дозволив провести набагато глибший аналіз індустрії відеоігор, ніж орієнтваний переважно на побутову електроніку Engadget. Хоча Joystiq містив контент вже 2 квітня, офіційно вважається, що блог не був запущений до публічної заяви Рохаса на Engadget у середу, 16 червня 2004 року.

### Зміни у форматі сайту
Перше велике потрясіння в історії Joystiq сталось в червні 2005 року, коли головний редактор Бен Закгейм, після того, як йому запропонували місце в ігровому підрозділі America Online, оголосив про свою відставку через конфлікт інтересів. Його наступником став Володимир Коул, блогер, прийнятий на роботу в лютому 2005 року, який обіймав посаду головного редактора до лютого 2007 року, коли Крістофер Грант зайняв посаду після того, як Коул влаштувався на роботу в підрозділ Microsoft Xbox. Weblogs, Inc. було придбано компанією America Online у жовтні 2005 року.
21 листопада 2005 року, збігаючись із запуском Xbox 360 у Північній Америці, Joystiq привітав свій перший спіноф-проект: Xbox 360 Fanboy, блог, присвячений виключно поглибленому висвітленню своєї одноіменної консолі. Ця тенденція буде тривати протягом трьох наступних тижнів : PSP Fanboy вийде 28 листопада, WoW Insider 6 грудня та DS Fanboy 12 грудня. 15 лютого 2006 року, було представлено шостий блог компанії: Revolution FanBoy, (який пізніше був перейменований в Nintendo Wii Fanboy), а 29 березня представили PS3 Fanboy, ознаменовуючи повне спеціалізоване покриття консолей нового покоління брендом Joystiq.
У той же час видання піддавалось критиці через подібну практику розділення ключових експертних напрямків роботи Joystiq, називаючи це ні чим не ішншим ніж тонко завуальованим способом збільшення трафіку. При цьому Джейсон Калаканіс виправдовував ці дії, стверджуючи, що по мірі збільшення аудиторії Joystiq, подібне розділення необхідне для заповнення спеціалізованих ніш.
26 січня 2006 року Joystiq створив фразу «товста DS», псевдонім для старої версії Nintendo DS, що допомагає відрізнити стару DS від DS Lite .
2 листопада 2007 року було запущено блог Massively для охоплення тематики MMO.
27 січня 2009 року сайти Fanboy були ребрендовані та інтегровані безпосередньо в основний сайт Joystiq . DS і Wii Fanboy були об'єднані в Joystiq Nintendo, як і PSP і PS3 Fanboy — в Joystiq PlayStation, а Xbox 360 Fanboy став Joystiq Xbox . До 2010 року на цих сайтах продовжували публікувати спеціалізовані дописи на додачу до відповідного вмісту головного сайту Joystiq .
11 червня 2010 року в рамках нової ітерації сайту «Futurestiq» три платформо-орієнтовані сайти були закриті, а персонал було переведено на повний робочий день у Joystiq.
У січні 2012 року Людвіг Кіцманн став головним редактором після того, як Грант залишив компанію, щоб створити новий вебсайт новин про відеоігри разом із Vox Media, власниками The Verge, відомого як Polygon.

### Закриття
У січні 2015 року співвласник блогу TechCrunch повідомив, що AOL планує закрити недостатньо ефективні підрозділи, особливо у сферах технологій та способу життя, щоб зосередитись на своїх сильніших підрозділах, продажах відео та реклами. 27 січня 2015 року Re/code повідомив, що Joystiq був серед сайтів, які «ймовірно» будуть закриті в рамках цього плану реструктуризації. Спостерігалось різке падіння кількості переглядів Joystiq , зменшившись щонайменше на 18 % порівняно з попереднім роком.
30 січня 2015 року різні співробітники Joystiq і, врешті-решт, сам сайт підтвердили, що сайт разом зі своїми підрозділами Massively та WoW Insider, а також спільною власністю AOL TUAW припинить свою діяльність після 3 лютого 2015 року. Очікується, що в майбутньому покриття, орієнтоване на відеоігрову тематику, буде відповідальністю Engadget. Після припинення роботи, 10 лютого 2015 року, співробітники Massively запустили сайт-наступник, Massively Overpowered, присвячений продовженню свого висвітлення MMO.

## Редактори
Персонал Joystiq до закриття включав головного редактора Людвіга Кіцмана, головного редактора Сьюзен Арендт, директора контенту художніх фільмів Ксава де Матоса, директора контенту рецензій Річарда Мітчелла, директора контенту новин Олександра Слівінського, старшого репортера Джесс Кондітт та редакторів, що працюють над ним, Сінана Куббу, Денні Коуен, Майк Сушек та Ернест Каваллі. Томас Шуленберг та Сем Прелл вели блог у вихідні дні, оскільки редактори вихідних та Ентоні Джон Аньєлло працювали менеджерами спільноти.
Серед попередніх співробітників Joystiq — головний редактор Кріс Грант, головний редактор Джеймс Ренсом-Вілі, редактор Кевін Келлі, редактор рецензій Джастін Макелрой, редактори Гріффін Макелрой, Дж. К. Флетчер та Майк Шрамм, редактор східного узбережжя Ендрю Юн та редактор західного узбережжя Ренді Нельсон.

## Подкаст
Оригінальний формат подкасту Joystiq проводили Кріс Грант, Людвіг Кіцманн та Джастін Макелрой. Ці троє обговорювалимуть різні новини, пов'язані з іграми. Включені сегменти: «Що ти грав?», «Кисть зі славою», «Велика трійка», «Зроби це!» та «Читач пошти». Різні подкасти включали гостей з інших ігрових вебсайтів, таких як CheapyD, Кріс Ремо, Стівен Тотіло, Рокко Ботте, Том Чік та Шон Андріч але вони перестали їх робити.
Перший епізод послідовного шоу Joystiq, опублікований 17 червня 2011 року обіцяв більш серйозний академічний формат, з багатогранним дослідженням Duke Nukem Forever, включаючи інтерв'ю з голосом актора Джоном Сент-Джоном та огляд круглого столу. З часом формат шоу еволюціонував, включаючи більше дискусій, зберігаючи при цьому актуальність.
Останню ітерацію подкасту, Super Joystiq Podcast, було оголошено на Joystiq's PAX East 2012 панелі і офіційно випущену 4 травня 2012 року. У цьому подкасті представлений кожен редактор, згруповані у різній конфігурації щотижня, кожен з яких бере участь у вступі, новинах, попередньому перегляді або сегменті «Joystiq Research Institute».

## Нагороди
Хоча Joystiq було номіновано на декілька нагород у категорії вебжурналів, пов'язаних з технологіями, він постійно затьмарюється блогами, що представляють набагато ширший спектр технологій, включаючи Slashdot, Gizmodo та всюдисущу сестру Engadget . Однак Joystiq був включений до ряду переліків видатних вебжурналів, включаючи рубрику «найкращі вебсайти» за версією Forbes.com та Feedster 500.